# Lucien Mawet
Lucien Victor Joseph Mawet (Chaudfontaine, 13 oktober 1875 – Luik, 4 juli 1947) was een Belgische organist, muziekpedagoog, dirigent en componist.

## Leven
Hij was zoon van wapensmid en wapenhandelaar Etienne Joseph Mawet en Virginie Lequarré. Broers Fernand Mawet en Emile Mawet waren ook werkzaam binnen de muziek. Lucien kreeg zijn muziekopleiding aan het Koninklijk Conservatorium Luik met eerste prijzen in harmonie, fuga en orgel. Compositieleer kreeg hij van J. Th. Radoux. Hij was in 1906 organist van de Collegiale kerk Onze-Lieve-Vrouw en Domitianus van Hoei als ook de Sint Jacobskerk in Luik, waarbij zijn stijl beïnvloed was door Jacques-Nicolas Lemmens. In de stad begon een lange periode van lesgeven aan dat conservatorium; hij was er pianodocent (1897-1907), notenleer en harmonieleer (1931-1941). Voorts was hij actief in de muziekwereld van die stad met de oprichting van het koor A Capella Liégeois, dat zich specialiseerde in renaissancemuziek.
Jacob Nanne Diederik Hoogslag was een leerling van hem.

## Werken
Zijn werken als componist zijn grotendeels vergeten, maar laten volgende Algemene Muziek Encyclopedie invloeden horen van César Franck en Richard Strauss, veelal zijn ze programmatische van karakter. Dat boekwerk vermeldt de volgende composities:
- orkestwerken: Impression sur Jean Christophe (met orgel), Temps crépusculaire, Impressions asiatique, Prélude élégiaque (met orgel), Soleils couchants, Ballet nocturne, Suite symphonique (met solo voor piano) en Morceau de concert (met vioolsolo)
- toneelmuziek voor Polyphème, La vie profonde de Saint-François d ‘Assise en Soeur Béatrice
- orgelwerken: Poème mystique, Ainsi s’écoule le rousseau de la vie (orgel en strijkorkest), Recueil de pieces d’orgue
- kamermuziek: Piece antique, Idylle antique en Rêverie (alle drie voor (fluit, harp, strijkorkest), een strijkkwartet en Petite suite voor viool en piano
- vocale werken: Hélène (gemengd koor en orkest), Clamavi (bariton, gemengd koor, orgel, strijkorkest), Mis (gemengd koor, orgel en strijkorkest), Ave Maria (gemengd koor, orgel, strijkorkest).

Van Soleils couchants is ook een versie voor zangstem en piano (opus 27; april 1902; uitgegeven door Breitkopf & Härtel); het is samen met Le rossignol gebundeld in Paysages tristes; de tekst is van Paul Verlaine; het werk is opgedragen aan Emile Engel. Amour (1920), ook een lied op tekst van Paul Verlaine werd georkestreerd door Emile Mawet.